# Ridderorden in Schwarzburg-Rudolstadt
Het kleine Thüringse  vorstendom Schwarzburg-Rudolstadt heeft een ridderorde en enige andere decoraties en medailles gekend.
- De Damen-Orden
- De Concordiën-Orden
- Het Vorstelijk Schwarzburgs Erekruis

In 1909 werden de vorstendommen in een personele unie verenigd. Vorst Günther Victor van Schwarzburg stelde drie jaar later een ridderorde voor de twee vorstendommen in.
- De Orde van Verdienste voor Kunst en Wetenschap (1912)
- Het in 1915 gestichte Ereteken van Anna-Luise (Duits: "Anna-Luisen-Verdienstzeichen") kan tot de Damesorden worden gerekend

In 1918 viel de monarchie en in 1919 werd de Vrijstaat Schwarzburg-Rudolstadt gesticht, die reeds in 1920 opging in de vrijstaat Thüringen. Deze vrijstaat heeft geen onderscheidingen gekend.